# Vitrinita

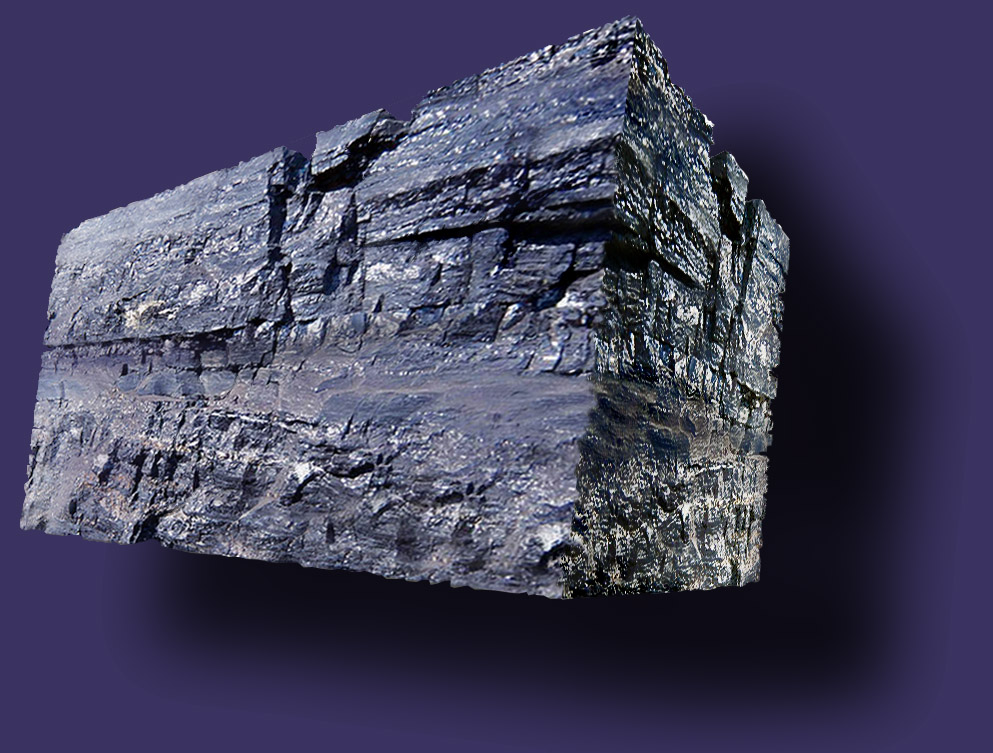
vitrinita

Vitrinita  é um dos componentes do carvão mineral e grande parte do querogênio sedimentar. Vitrinita é um tipo de maceral, que são componentes orgânicos do carvão de forma análoga aos minerais nas rochas. A vitrinita tem uma aparência vítrea, de onde provém o seu nome. Deriva de materiais da parede das células ou esqueleto do caule de plantas que formam o carvão. Compõe-se de polímeros, celulose e lignina.
O grupo vitrinita, que consiste de várias vitrinitas individuais é o componente mais comum do carvão. É abundante também em querogênios que derivam dos mesmos precursores biogênicos como carvão, plantas terrestres e húmica de turfa. A vitrinita sofre diagênese por alterações térmicas da lignina e da celulose em paredes de células de plantas. É comum em rochas sedimentares ricas em matéria orgânica como folhelhos e margas com originadas de ambientes terrestres, ou com algum conteúdo originário de ambiente terrestre. Em contrapartida, carbonatos, evaporitos e arenitos bem graduados possuem baixo teor de vitrinita.
A vitrinita está ausente em rochas pré-siluriano porque as plantas terrestres não haviam se desenvolvido ainda.

## Reflectância da vitrinita
O estudo da reflectância da vitrinita é um método chave para obter a história de temperatura das bacias sedimentares. Este método foi estudado primeiramente por exploradores de carvão que tentavam diagnosticar a maturidade térmica das camadas de carvão. Mais recentemente, sua utilização como ferramenta de estudo da transformação do querogênio em hidrocarbonetos vem sendo muito explorada. O principal atrativo do métdo para esta aplicação é sua sensibilidade a faixas de temperatura que correspondem àquelas da geração de hidrocarbonetos (60o a 120o C). Assim, utilizando-se uma calibração apropriada, a reflectância da vitrinita pode ser utilizada como um indicador da maturidade em rochas geradoras de hidrocarbonetos. Geralmente o início da geração de óleo é correlacionado com uma reflectância de 0,5 a 0,6% e o término da geração de óleo com uma reflectância de 0,86 a 1,1%.